# 费利克斯·埃布埃
阿道夫·西尔韦斯特·费利克斯·埃布埃 (法語：Adolphe Sylvestre Félix Éboué，發音：[adɔlf silvɛstʁ feliks ebwe]；1884年12月26日—1944年5月17日)  ，法国殖民地官员，自由法国运动的领导人之一。1936年，埃布埃被任命为瓜德罗普总督，成为法国历史上第一位黑人总督。
1938年末至1940年末，埃布埃担任法属乍得（法属赤道非洲治下的四个殖民地之一）总督。二战爆发后，法国投降，夏尔·戴高乐发表著名演说《告法国人民书》。演说发表两周后，埃布埃于1940年7月3日同戴高乐联络，成为最早几位支持自由法国运动的法国高官。在埃布埃的帮助下，自由法国于1940年8月基本控制了法属赤道非洲，埃布埃因此于1940年11月被戴高乐任命为法属赤道非洲总督，统辖自由法国的于1940年控制的大部分领土。
身为人本主义者和工人国际法国支部成员，埃布埃在非洲担任殖民地官员的数十年期间，积极地将受过西化教育的黑人安排进殖民地政府，并以同样积极的态度支持、保护非洲传统文化。
1944年，埃布埃在开罗因中风去世。由于埃布埃在自由法国运动起到的决定性作用，他在1949年被安葬至先贤祠，成为历史上第一个安葬于先贤祠的黑人。

## 早年生涯
1884年，埃布埃出生于法属圭亚那的首府卡宴。埃布埃在五个孩子中排名第四，其祖父为奴隶，其父亲伊夫·于尔班·埃布埃（Yves Urbain Éboué）为淘金者，其母亲玛丽·约瑟菲娜·奥雷莉·莱韦耶（Marie Josephine Aurélie Léveillé）出生于鲁拉，是一家商店的店主。埃布埃从小被母亲依照圭亚那克里奥尔人的传统抚养成人。
由于学习成绩优异，埃布埃与1898年获得奖学金，前往波尔多的米歇尔-蒙田中学就读。就学期间，埃布埃爱好踢足球，他曾作为米歇尔-蒙田中学的校足球队队长前去比利时和英格兰比赛。后来，埃布埃就读巴黎殖民地学院（位于巴黎的一所大学校 ）法律系，并于1908年毕业。

## 殖民地官员

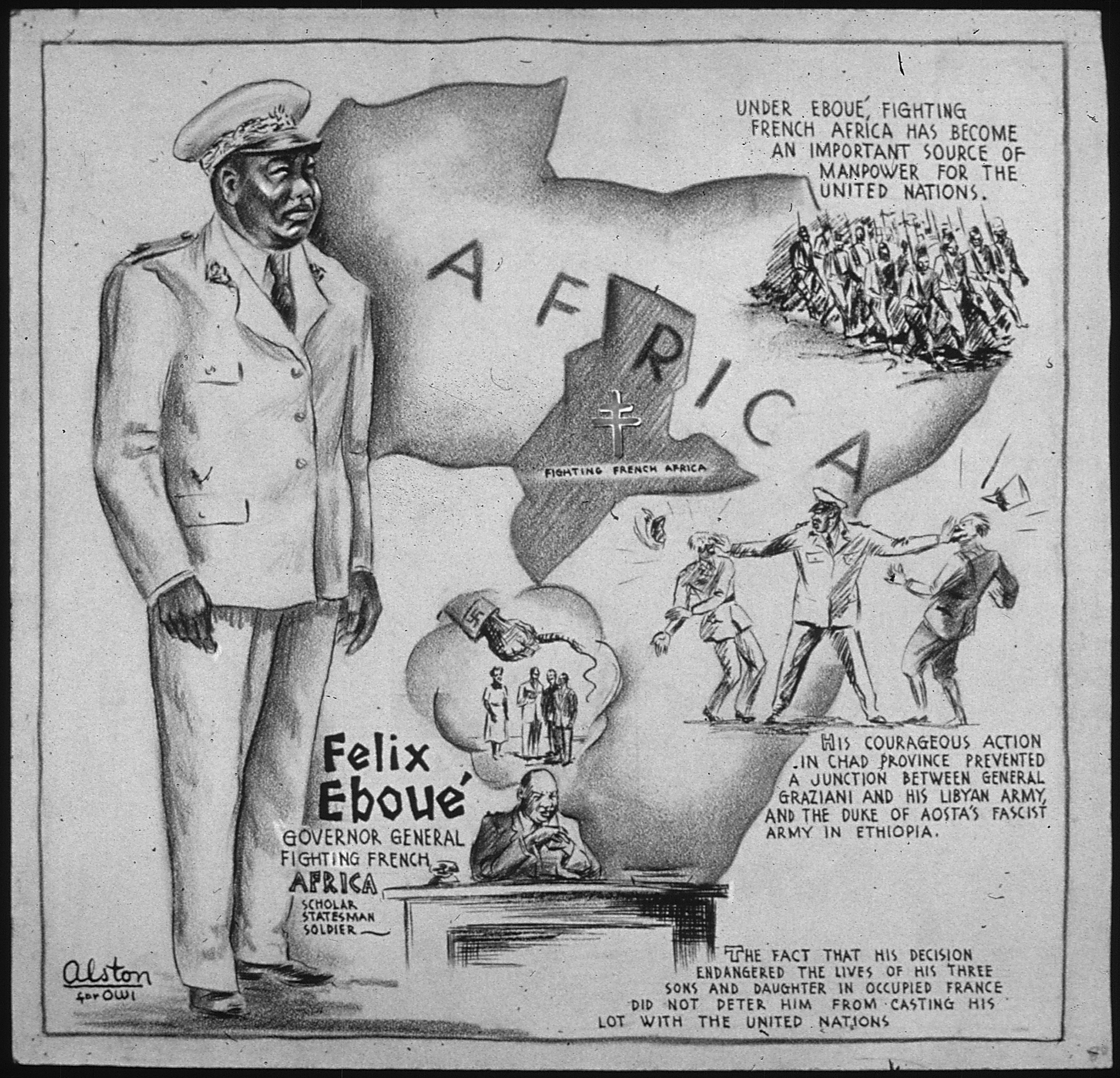
美国哈莱姆画家查尔斯·奥尔斯顿创作的埃布埃漫画（绘于1943年）

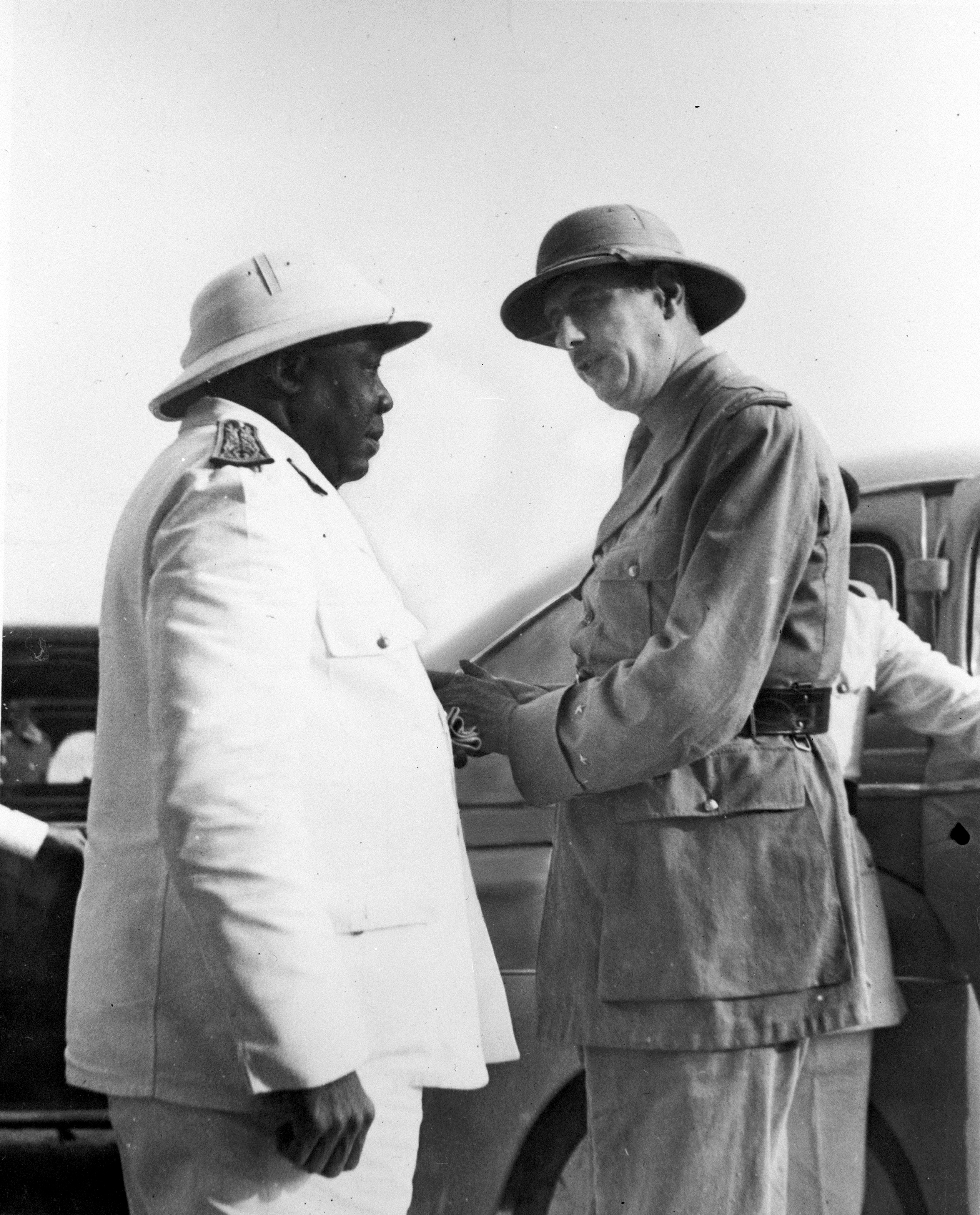
1940年10月，自由法国领袖戴高乐于乍得会见埃布埃总督

埃布埃在乌班吉-沙里的殖民政府任职了二十年，之后在马提尼克岛任职。1936年，埃布埃被任命为瓜德罗普岛总督，成为法国历史上第一位黑人总督。
1938年11月，由于国际局势愈发紧张，他被调为乍得总督，并于 1939年1月4日抵达拉米堡。1940年后，他率先支持自由法国运动，并在其中发挥了至关重要的作用。在埃布埃的协助下，自由法国拥有了第一块大型根据地--法属赤道非洲。

### 新土著政策
1940年-1944年期间，埃布埃担任法属赤道非洲总督，并发表了《法属赤道非洲新土著政策》。该文件主张尊重非洲传统、支持传统领导人、发展既有社会结构并改善土著的工作条件。而《法属赤道非洲新土著政策》亦成为1944年布拉柴维尔会议的基础。
担任赤道非洲总督时，埃布埃将200名非洲人列为“杰出进步者”（指受过西化教育的黑人），并对他们实行减税政策。同时，他还提拔了一批加蓬土著公务员，如让-伊莱尔·奥巴梅和让·雷米·艾尤内（这两人后来都成为了加蓬外交部长）。

## 个人生活
埃布埃于1922年与欧仁妮·泰尔结婚。
1946年，埃布埃的女儿吉内特嫁给了非洲著名的文学家，未来的塞内加尔总统利奥波德·塞达尔·桑戈尔 。
1922年，埃布埃在卡宴的“La France Equinoxiale”会所成为共济会会员。终其一生，他常到“Les Disciples de Pythagoras"和“Maria Deraismes”会所参与共济会活动。埃布埃被认为是第一个参与法国抵抗运动的共济会会员。而埃布埃的妻子和女儿皆为共济会会员。
1944年，埃布埃在开罗因中风去世。1949年，埃布埃被重新安葬到巴黎先贤祠，其因此成为第一个进入先贤祠的黑人。 

## 荣誉和纪念

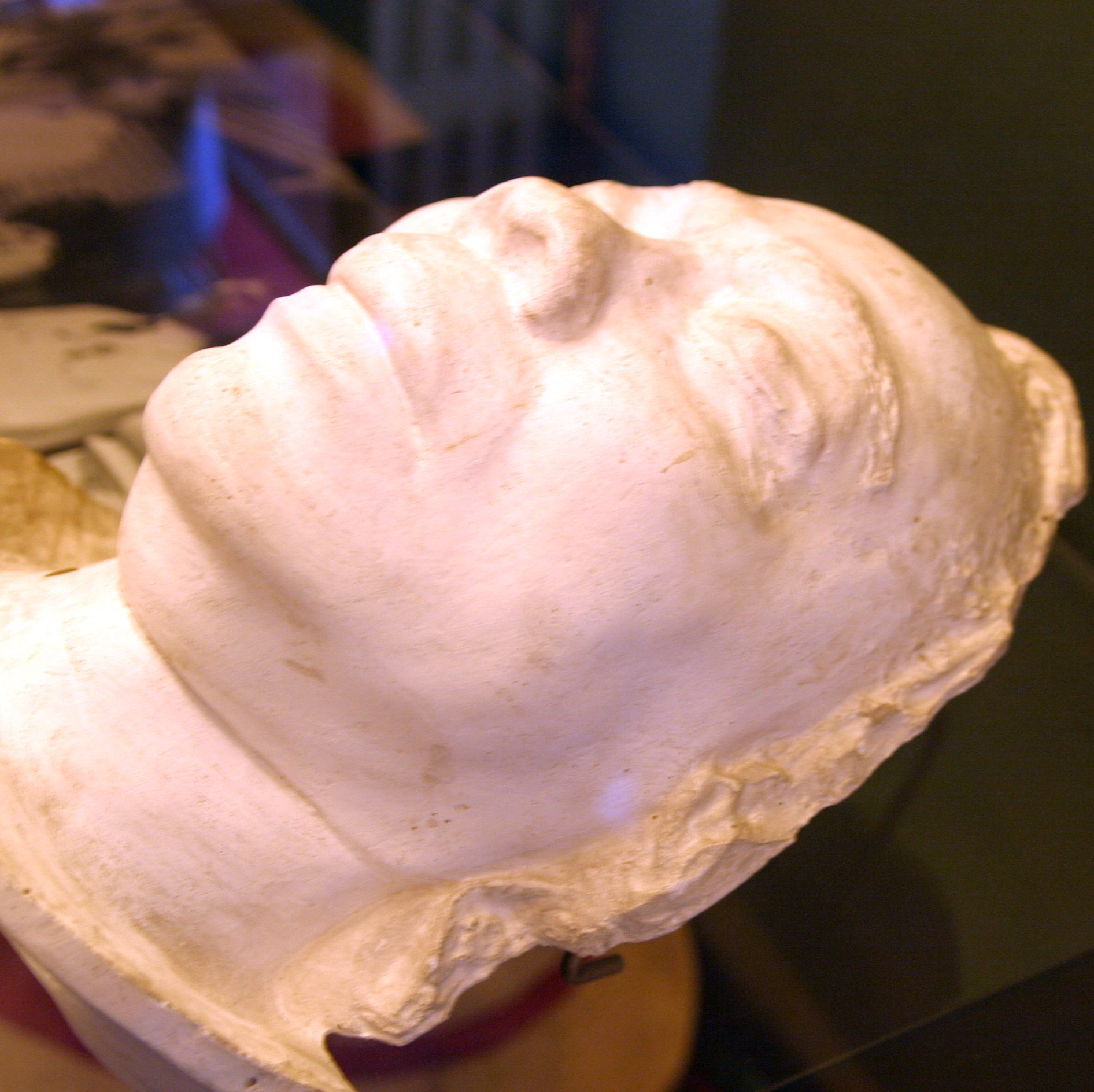
费利克斯·埃布埃的死亡面具（现收藏于解放勋章博物馆）

1941年，埃布埃被先后授予法国解放勋章（埃布埃等五人首批获得者）和法国荣誉军团勋章，并成为第三位解放同伴（解放勋章成员）。
1945年，全球各地的法国殖民地联合发行纪念埃布埃的邮票。。1957年，赤道非洲和喀麦隆国家银行（现为中部非洲国家银行）发行了一批全新的法属赤道非洲法郎，其中100法郎的正面就印有埃布埃的头像。
在法国，巴黎十二区的费利克斯·埃布埃广场以及邻近的巴黎地铁车站多梅尼尔·费利克斯·埃布埃站均以埃布埃的名字命名。此外，勒佩克的一所小学及拉德芳斯附近的一条小街也以埃布埃的名字命名。
在法属圭亚那，当地唯一的国际机场曾经叫做罗尚博国际机场（该机场由美國陸軍航空兵團建设，并以支援美国独立战争的法国远征军总司令罗尚博伯爵之姓氏命名）。但由于罗尚博伯爵之子罗尚博子爵在镇压海地革命时涉嫌种族灭绝，该机场于2012年被更名为費利克斯·埃布埃國際機場。
在乍得，地处恩贾梅纳的费利克斯·埃布埃高级中学亦以埃布埃的名字命名。其成立于1959年，是乍得最早的高中之一。

## 扩展阅读
- Weinstein, Brian. . Oxford University Press: New York. 1972. ISBN 0195014677.
- Oulmont, Philippe. . Cahiers Jaurès. 2011, 200 (2): 147. doi:10.3917/cj.200.0147.